# Poltergeist : Les Aventuriers du surnaturel
Pour les articles homonymes, voir Poltergeist (homonymie).
Poltergeist : Les Aventuriers du surnaturel (Poltergeist: The Legacy) est une série télévisée américano-canadienne en un pilote de 90 minutes et 86 épisodes de 52 minutes, créée par Richard Barton Lewis et diffusée entre le 21 avril 1996 et le 21 août 1998 sur Showtime puis entre le 19 mars 1999 et le 12 novembre 1999 sur Sci-Fi Channel.
En France, la série a été diffusée à partir du 8 novembre 1996 sur M6 et rediffusée à partir du 9 mars 2007 sur NT1 ; et au Québec à partir du 27 août 2003 sur Ztélé puis rediffusée à partir de l'été 2012 à Séries+.

## Synopsis
À San Francisco, Derek Raine dirige une société secrète qui lutte contre les forces du mal et les phénomènes inexpliqués. Il est épaulé par une psychiatre, Rachel Corrigan, un ancien militaire, Nick Boyle, une scientifique, Alexandra Moreau, et un prêtre, Philip Callaghan.

## Distribution
- Derek de Lint (VF : Michel Le Royer) : Derek Rayne
- Martin Cummins (VF : Antoine Nouel) : Nick Boyle
- Helen Shaver (VF : Blanche Ravalec) : Rachel Corrigan
- Robbi Chong (VF : Marie-Christine Darah) : Alexandra Moreau
- Kristin Lehman (VF : Dominique Chauby puis Dominique Vallée) : Kristin Adams (saison 3 et 4, 36 épisodes)
- Alexandra Purvis (VF : Sarah Marot) : Katherine « Kate » Corrigan (saison 1 à 4, 21 épisodes)
- Patrick Fitzgerald (VF : Guillaume Lebon) : Père Philip Callaghan (saison 1, 2 et 4, 14 épisodes)

 Source et légende : version française (VF) sur RS Doublage

## Épisodes

### Liste des saisons
| Saison | Saison | Épisodes | Disques | Diffusion | Sortie DVD     | Sortie DVD      | Sortie DVD |
| Saison | Saison | Épisodes | Disques | Diffusion | Zone 1         | Zone 2          |            |
| ------ | ------ | -------- | ------- | --------- | -------------- | --------------- | ---------- |
|        | 1      | 22       | 5       | 1996      | 7 février 2006 | 18 octobre 2005 |            |
|        | 2      | 22       | 11      | 1997      | 3 mars 2010    | Jamais paru     |            |
|        | 3      | 22       | Aucun   | 1998      | Jamais paru    | Jamais paru     |            |
|        | 4      | 22       | Aucun   | 1999      | Jamais paru    | Jamais paru     |            |

### Première saison (1996)
1. La Lumière - 1re partie (Pilot - Part 1)
2. La Lumière - 2e partie (Pilot - Part 2)
3. Les Pêchés du père (Sins of the Father)
4. La Vallée perdue (Town Without Pity)
5. L'Immeuble fantôme (The Tenement)
6. La Douzième Caverne (The Twelfth Cave)
7. Un homme dans le brouillard (Man in the Mist)
8. Le Fantôme de la route (Ghost in the Road)
9. La Princesse égyptienne (Doppleganger)
10. Le Remplaçant (The Substitute)
11. Coma (Do Not Go Gently)
12. Le Scarabée de cristal (The Crystal Scarab)
13. La Cloche de Girardius (The Bell of Girardius)
14. L'Esprit de Chinatown (Fox Spirit)
15. La 13e génération (The Thirteenth Generation)
16. Le Prêtre maléfique (The Dark Priest)
17. Révélations (Revelations)
18. Les Reliques du saint (Bones of St. Anthony)
19. L'Étrange Héritage (The Inheritance)
20. L'Aiguilleur (The Signalman)
21. Le Pacte du Diable (The Reckoning)
22. Un traître parmi nous (A Traitor Among Us)

### Deuxième saison (1997)
1. Le Nouveau Gardien (The New Guard)
2. La Veuve noire (Black Widow)
3. Extinction des feux (Lights Out!)
4. Le Chaman (The Spirit Thief)
5. Le Cadeau (The Gift)
6. L'Évasion (Transference)
7. L'Ange des ténèbres (Dark Angel)
8. La Vie des morts (Lives in the Balance)
9. La Bête de la nuit (Rough Beast)
10. La Rançon (Ransom)
11. Le Lien (Finding Richter)
12. Repentir (Repentance)
13. Le Phare du diable (The Devil's Lighthouse)
14. La Berceuse (Lullaby)
15. Soif de vengeance (Silent Partner)
16. L'Esprit du mal (Shadow Fall)
17. Le Charlatan (Mind's Eye)
18. La Folie ou la vie (Fear)
19. Quelqu'un pour veiller sur moi (Someone to Watch Over Me)
20. Que les démons reposent en paix (Let Sleeping Demons Lie)
21. Pris au piège (Trapped)
22. Le Choix de Rachel (The Choice)

### Troisième saison (1998)
1. Le monde des ténèbres - 1re partie (Darkness Falls - Part 1)
2. Le monde des ténèbres - 2e partie (Light of Day - Part 2)
3. Celui qui illumine (The Enlightened One)
4. Cœurs volés (Stolen Hearts)
5. De père en fils (Father to Son)
6. Ange déchu (Fallen Angel)
7. Maîtresse des rêves (Dream Lover)
8. Dette d'honneur (Debt of Honor)
9. La Lumière (The Light)
10. Comme des furies (Hell Hath No Fury)
11. La Cruche irlandaise (Irish Jug)
12. Métamorphoses (Metamorphosis)
13. La Belle Dame Sans Merci (La Belle Dame Sans Merci)
14. Le Prodige (The Prodigy)
15. Intermédiaire (The Human Vessel)
16. Le Couvent (The Covenant)
17. Prisonnières du temps (The Internment)
18. Le Jeu de la séduction (Seduction)
19. Voyance extrême (Out of Sight)
20. Le Dernier Preux Chevalier (The Last Good Knight)
21. Les Armées de la nuit (Armies of Night)
22. L'au-delà (Darkside)

### Quatrième saison (1999)
1. Le Cri du corbeau (Song of the Raven)
2. L'Oiseau de proie (Bird of Prey)
3. Vendetta (Vendetta)
4. Le Tableau (The Painting)
5. Possession (The Possession)
6. Le Traitre (The Traitor)
7. L'Ennemi est dans la place (Double Cross)
8. Le Chasseur d'âmes (Brother's Keeper) avec l'Undertaker jouant le rôle du Chasseur d'Âme (Soul Chaser).
9. L'Initiation (Initiation)
10. À vos souhaits (Wishful Thinking)
11. Eaux troubles (Still Waters)
12. De toutes leurs âmes - 1re partie (Unholy Congress - Part 1)
13. Les Catacombes - 2e partie (The Sacrifice - Part 2)
14. Le Diable au cœur (She's Got the Devil in Her Heart)
15. Corps et âme (Body and Soul)
16. Vengeance d'outre tombe (Forget Me Not)
17. Mauvais présage (The Portents)
18. Un héritage empoisonné (Gaslight)
19. La Fin du Sabbat (Sabbath's End)
20. Aliénation maligne (The Mephisto Strain)
21. Cartes sur table (Infernal Affairs)
22. Ultime sacrifice (The Beast Within)

## Produits dérivés

### DVD
- France :

- Poltergeist Les aventurier du surnaturel, l'intégrale de la première saison (Coffret 5 DVD-9) sorti le 18 octobre 2005 édité par MGM / United Artists et distribué par Fox Pathé Europa. Le ratio écran est en 1.78:1 panoramique 16/9. L'audio est en français et anglais 2.0 avec présence de sous-titres français, anglais et néerlandais. Il s'agit d'une édition Zone 2 Pal (ASIN B000B8N4XQ)
- Canada :

- Poltergeist The Legacy: The Complete Series (Coffret 16 DVD) édité par Visuel Entertainment Incorporated. Le ratio écran est en 1.78:1 panoramique 16/9. L'audio est en Anglais 2.0 sans sous-titres. Il s'agit d'une édition Zone 1 NTSC.